# Veronika Varekova

Veronika Varekova (Veronika Vařeková, Olomouc, República Checa, 19 de Junho de 1977) é uma modelo nascida na República Checa. O seu nome em inglês é usualmente designado por Veronica Varekova.

## Primeiros anos
Veronika Varekova viajou para os Estados Unidos quando tinha 19 anos. Inicialmente, queria frequentar a escola Parsons School of Design, mas foi escolhida como modelo para a agência Next Model Management. Depois viajou para a Europa e tornou-se claro que aí teria mais sucesso, pois era fluente em três linguas e com uma graduação em Psicologia. Casou com a estrela de hóquei Petr Nedved, em Julho de 2004, mas separaram-se no Verão de 2006.

## Carreira
Veronika Varekova ilustrou as páginas da conceituada revista norte-americana Sports Illustrated Swimsuit Issue num total de oito vezes: 1999-2002 e 2004-2007. Ilustrou a capa em 2004. Também participou em desfiles para a Victoria's Secret mas decidiu não renovar o contrato em 2004; foi a cara da NIVEA nessa altura. Assinou outros contratos para a Guess, Chanel e Pantene. Foi capa de revistas como Marie Claire, Harpers & Queen e Cosmopolitan. O seu mais recente contrato foi com Newport News (2003/2007).